# Jens Rasmussen
Jens Rasmussen (ur. 26 maja 1959 w Odense) – duński żużlowiec.

## Życiorys
Srebrny medalista młodzieżowych indywidualnych mistrzostw Danii (1981). Brązowy medalista indywidualnych mistrzostwa Danii (Hillerød 1983). Wielokrotny reprezentant Danii w eliminacjach indywidualnych mistrzostw świata (najlepszy wynik: Norrköping 1984 – X miejsce w finale skandynawskim).
Startował w lidze brytyjskiej, w barwach klubów z Hackney (1981–1983), Oksfordu (1984, 1985, 1987), Ipswich (1986, 1988), King’s Lynn (1986, 1994), Rye House (1988–1993), Middlesbrough (1994) oraz Peterborough (1995).